# Silahdar Agha

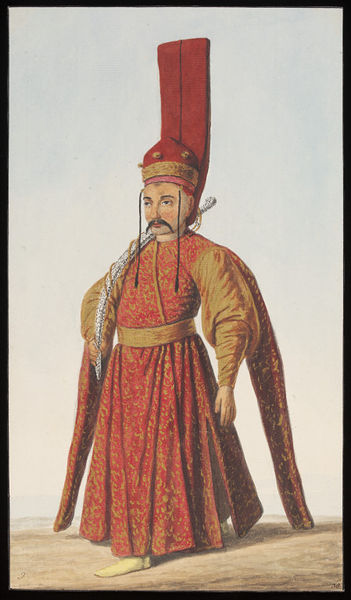
Raffigurazione del Silahdar Agha, c. 1809

Il Silahdar Agha era il titolo di un funzionario dell'amministrazione militare nell'Impero Ottomano. Erano persone di grande influenza: dalle loro file, provenivano molti alti funzionari e persino Gran Visir.
Il titolo deriva dal persiano silahdar, che significa "portatore di armi", titolo originariamente adottato dai Grandi Selgiuchidi per denotare uno dei principali aiutanti del Sultano, che portava la sua arma ed era responsabile dell'arsenale dell'esercito. Gli Ottomani ereditarono questo titolo e lo elevarono ulteriormente: al tempo di Maometto II (r. 1451–1481) il Silahdar Agha era il secondo in comando della Camera Privata del Sultano (Hass Oda) sotto l'hash oda bashi. La Camera Privata, a sua volta, era quella con consiglieri più anziani delle quattro camere che componevano il servizio interno del palazzo (Enderûn) sotto il Kapi Agha.
I doveri del Silahdar Agha nel palazzo includevano la gestione di tutte le comunicazioni da e verso il Sultano, nonché l'assistenza in tutte le cerimonie pubbliche o viaggi, dove l'Agha accompagnava il sovrano che portava la sua spada. Il Silahdar Agha era anche a capo di uno speciale reggimento di guardie del corpo, il silahdar bölüğü o sarı bayrak bölüğü ("Divisione della bandiera gialla") dopo la sua bandiera distintiva. L'unità crebbe da 2.000 silahdar sotto Maometto II a 2 780 nel 1568, 2 930 nel 1588, 5 000 nel 1597, 6 244 nel 1660, 7 683 nel 1699, 10 821 nel 1713, raggiungendo 12 000 sotto Mahmud II (r. 1808-1839).
A causa della loro vicinanza al Sultano, i detentori del posto erano molto influenti e molti occupanti passarono a posizioni di alto livello nel governo ottomano, incluso il posto supremo del Gran Visir. Sotto l'abile Çorlulu Ali Pascià, che ricoprì la carica durante il regno di Mustafa II (r. 1695–1703), assunse una tale importanza che assunse gli ultimi poteri rimanenti del potente Kapi Agha. L'ultimo detentore della carica fu Giritli Ali Pascià, che morì nel 1831. Il sultano Mahmud II abolì allora la carica, fondendola con l'amministratore del tesoro (khazine kethüdası).